# Petalostylis labicheoides
Petalostylis labicheoides R.Br., 1849, è una pianta della famiglia delle Fabacee originaria dell'Australia.

## Descrizione
Si presenta come un arbusto cespuglioso, alto fino a 5 metri con fiori giallo-arancioni. Dal lungo periodo di fioritura, cresce in zone calde e soleggiate.

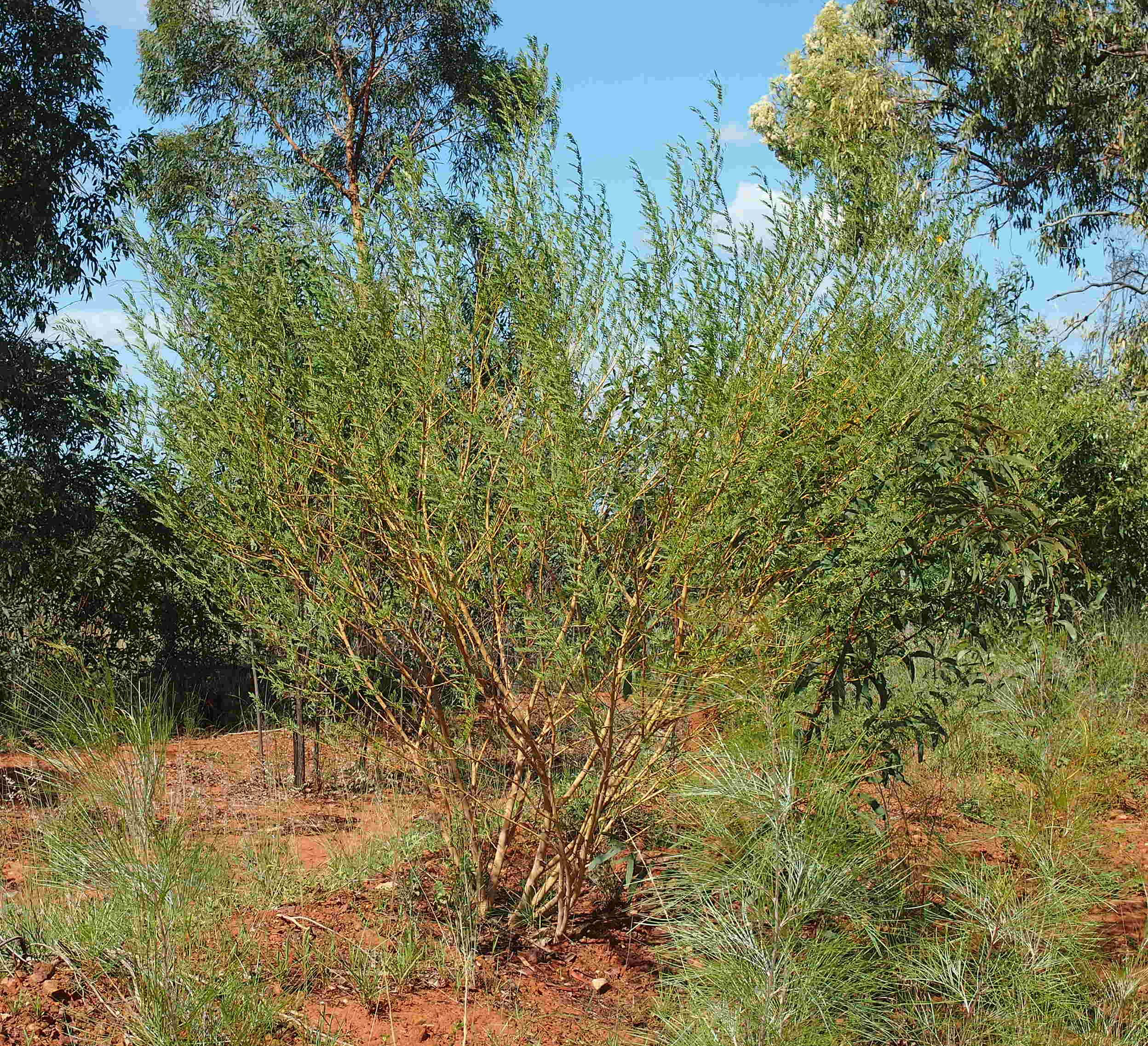
Portamento
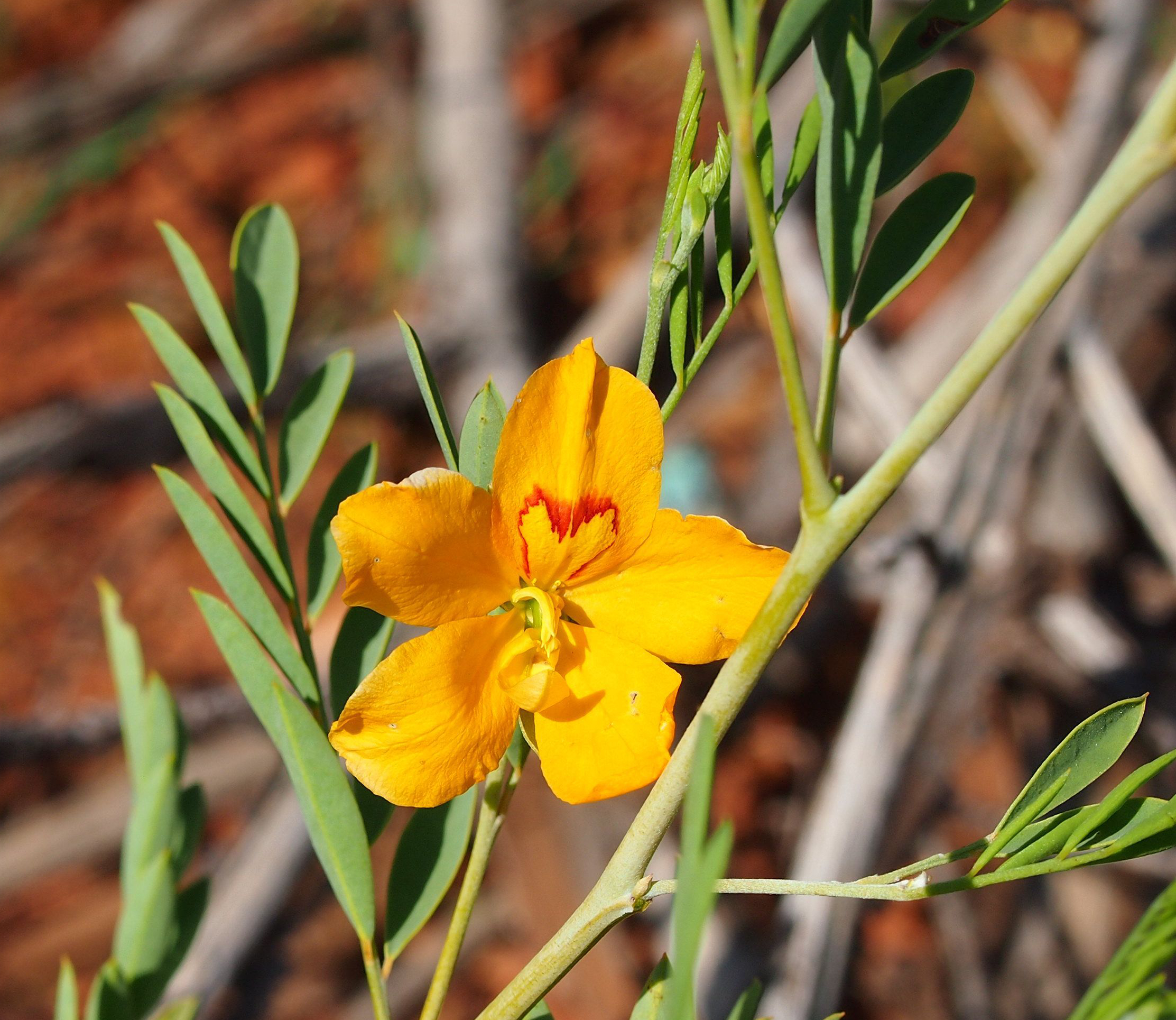
Fiore